# Campeonato Brasileiro de Futebol de 2018 - Série B
A Série B do Campeonato Brasileiro de Futebol de 2018 foi a 37.ª edição da competição de futebol realizada no Brasil, equivalente à segunda divisão. Foi disputada por 20 clubes, dos quais os quatro primeiros colocados tiveram acesso a Série A de 2019 e os quatro últimos foram rebaixados a Série C de 2019.
Esta foi a edição com o menor número de clubes nordestinos até então, com apenas quatro representantes: CRB, CSA, Fortaleza e Sampaio Corrêa. Por outro lado, a região Sul contou, pelo terceiro ano consecutivo, com o maior número de participantes na Série B, totalizando sete equipes. A competição ainda teve cinco times do Sudeste, três do Centro-Oeste e um do Norte.
O acesso começou a ser definido na 34ª rodada. O Fortaleza foi a primeira equipe a ter a promoção confirmada à Série A de 2019, após vencer o Atlético Goianiense, em Goiânia, por 2–1 e encerrando doze anos de ausência da elite do futebol brasileiro.  Na antepenúltima rodada, a equipe cearense conquistou o título após derrotar o Avaí, em Florianópolis, por 1–0, se tornando a primeira equipe nordestina campeã da Série B desde a implementação dos pontos corridos, em 2006. Na penúltima rodada, o Goiás foi promovido após vencer o Oeste por 3–1, em Barueri. CSA e Avaí definiram a relação de promovidos na 38ª rodada: a equipe alagoana goleou o Juventude por 4–0, em Caxias do Sul e encerrou uma ausência de 31 anos sem disputar a elite e, além disso, tornou-se o primeiro clube brasileiro a conseguir três acessos consecutivos em divisões nacionais; já a equipe catarinense empatou sem gols com a Ponte Preta, em Florianópolis, em confronto direto pelo acesso.
Na parte inferior da tabela, o rebaixamento à Série C de 2019 começou a ser definido na 35ª rodada. O Boa Esporte foi a primeira equipe a ter o descenso confirmado após perder para a Ponte Preta por 1–0, em Campinas. Na rodada seguinte, o Juventude também foi rebaixado, após também ser superado pela Ponte Preta por 1–0, em pleno Alfredo Jaconi. Na mesma rodada, o Sampaio Corrêa foi rebaixado antes mesmo de entrar em campo contra o São Bento, prejudicado pelo empate de Criciúma e CRB em 3–3 . Na última rodada, o Paysandu completou a relação de rebaixados, após perder para o Atlético Goianiense, por 5–2, em plena Curuzu.

## Regulamento
A Série B foi disputada por 20 clubes no sistema de ida e volta por pontos corridos. Em cada turno, os times jogaram entre si uma única vez. Os jogos do primeiro turno foram realizados na mesma ordem no segundo turno, apenas com o mando de campo invertido. Não houve campeões por turnos, sendo declarado campeão o time que obteve o maior número de pontos após as 38 rodadas. Ao final, os quatro primeiros times ascenderam para a Série A de 2019, da mesma forma que os quatro últimos foram rebaixados para a Série C do ano seguinte. O vencedor ingressará diretamente às oitavas de final da Copa do Brasil de 2019.

### Critérios de desempate
Em caso de empate por pontos entre dois clubes, os critérios de desempate foram aplicados na seguinte ordem:
1. Número de vitórias
2. Saldo de gols
3. Gols marcados
4. Confronto direto
5. Número de cartões vermelhos
6. Número de cartões amarelos
7. Sorteio

## Participantes
| Equipe              | Cidade        | Estado | Em 2017       | Estádio (mando)   | Capacidade | Títulos        |
| ------------------- | ------------- | ------ | ------------- | ----------------- | ---------- | -------------- |
| Atlético Goianiense | Goiânia       | GO     | 20º (Série A) | Olímpico          | 13 500     | 1 (2016)       |
| Avaí                | Florianópolis | SC     | 18º (Série A) | Ressacada         | 17 826     | 0 (não possui) |
| Boa Esporte         | Varginha      | MG     | 10º           | Melão             | 15 471     | 0 (não possui) |
| Brasil de Pelotas   | Pelotas       | RS     | 8º            | Bento Freitas     | 12 314     | 0 (não possui) |
| Coritiba            | Curitiba      | PR     | 17º (Série A) | Couto Pereira     | 40 502     | 2 (2007, 2010) |
| CRB                 | Maceió        | AL     | 15º           | Rei Pelé          | 17 126     | 0 (não possui) |
| Criciúma            | Criciúma      | SC     | 13º           | Heriberto Hülse   | 19 900     | 1 (2002)       |
| CSA                 | Maceió        | AL     | 1º (Série C)  | Rei Pelé          | 17 126     | 0 (não possui) |
| Figueirense         | Florianópolis | SC     | 12º           | Orlando Scarpelli | 19 584     | 0 (não possui) |
| Fortaleza           | Fortaleza     | CE     | 2º (Série C)  | Arena Castelão    | 63 903     | 0 (não possui) |
| Goiás               | Goiânia       | GO     | 14º           | Serra Dourada     | 42 000     | 2 (1999, 2012) |
| Guarani             | Campinas      | SP     | 16º           | Brinco de Ouro    | 29 130     | 1 (1981)       |
| Juventude           | Caxias do Sul | RS     | 9º            | Alfredo Jaconi    | 19 924     | 1 (1994)       |
| Londrina            | Londrina      | PR     | 5º            | Estádio do Café   | 31 000     | 1 (1980)       |
| Oeste               | Barueri       | SP     | 6º            | Arena Barueri     | 31 452     | 0 (não possui) |
| Paysandu            | Belém         | PA     | 11º           | Curuzu            | 16 200     | 2 (1991, 2001) |
| Ponte Preta         | Campinas      | SP     | 19º (Série A) | Moisés Lucarelli  | 17 728     | 0 (não possui) |
| Sampaio Corrêa      | São Luís      | MA     | 4º (Série C)  | Castelão          | 40 149     | 1 (1972)       |
| São Bento           | Sorocaba      | SP     | 3º (Série C)  | Walter Ribeiro    | 13 772     | 0 (não possui) |
| Vila Nova           | Goiânia       | GO     | 7º            | Serra Dourada     | 42 000     | 0 (não possui) |

## Estádios
| Atlético Goianiense | Avaí | Boa Esporte | Brasil de Pelotas | Coritiba | CRB                |
| --- | --- | --- | --- | --- | ------------------ |
| Olímpico | Ressacada | Melão | Bento Freitas | Couto Pereira | Rei Pelé           |
| Capacidade: 13 500 | Capacidade: 17 826 | Capacidade: 15 471 | Capacidade: 10 400 | Capacidade: 40 502 | Capacidade: 17 126 |
| | | | | |                    |
| Criciúma | \| Atlético-GO Avaí Boa Esporte Brasil de Pelotas Coritiba CRB CSA Criciúma Figueirense Fortaleza Goiás Guarani Juventude Londrina Oeste Paysandu Ponte Preta Sampaio Corrêa São Bento Vila NovaLocalização das equipes participantes da Série B de 2018. \| | \| Atlético-GO Avaí Boa Esporte Brasil de Pelotas Coritiba CRB CSA Criciúma Figueirense Fortaleza Goiás Guarani Juventude Londrina Oeste Paysandu Ponte Preta Sampaio Corrêa São Bento Vila NovaLocalização das equipes participantes da Série B de 2018. \| | \| Atlético-GO Avaí Boa Esporte Brasil de Pelotas Coritiba CRB CSA Criciúma Figueirense Fortaleza Goiás Guarani Juventude Londrina Oeste Paysandu Ponte Preta Sampaio Corrêa São Bento Vila NovaLocalização das equipes participantes da Série B de 2018. \| | \| Atlético-GO Avaí Boa Esporte Brasil de Pelotas Coritiba CRB CSA Criciúma Figueirense Fortaleza Goiás Guarani Juventude Londrina Oeste Paysandu Ponte Preta Sampaio Corrêa São Bento Vila NovaLocalização das equipes participantes da Série B de 2018. \| | CSA                |
| Heriberto Hülse | \| Atlético-GO Avaí Boa Esporte Brasil de Pelotas Coritiba CRB CSA Criciúma Figueirense Fortaleza Goiás Guarani Juventude Londrina Oeste Paysandu Ponte Preta Sampaio Corrêa São Bento Vila NovaLocalização das equipes participantes da Série B de 2018. \| | \| Atlético-GO Avaí Boa Esporte Brasil de Pelotas Coritiba CRB CSA Criciúma Figueirense Fortaleza Goiás Guarani Juventude Londrina Oeste Paysandu Ponte Preta Sampaio Corrêa São Bento Vila NovaLocalização das equipes participantes da Série B de 2018. \| | \| Atlético-GO Avaí Boa Esporte Brasil de Pelotas Coritiba CRB CSA Criciúma Figueirense Fortaleza Goiás Guarani Juventude Londrina Oeste Paysandu Ponte Preta Sampaio Corrêa São Bento Vila NovaLocalização das equipes participantes da Série B de 2018. \| | \| Atlético-GO Avaí Boa Esporte Brasil de Pelotas Coritiba CRB CSA Criciúma Figueirense Fortaleza Goiás Guarani Juventude Londrina Oeste Paysandu Ponte Preta Sampaio Corrêa São Bento Vila NovaLocalização das equipes participantes da Série B de 2018. \| | Rei Pelé           |
| Capacidade: 19 900 | \| Atlético-GO Avaí Boa Esporte Brasil de Pelotas Coritiba CRB CSA Criciúma Figueirense Fortaleza Goiás Guarani Juventude Londrina Oeste Paysandu Ponte Preta Sampaio Corrêa São Bento Vila NovaLocalização das equipes participantes da Série B de 2018. \| | \| Atlético-GO Avaí Boa Esporte Brasil de Pelotas Coritiba CRB CSA Criciúma Figueirense Fortaleza Goiás Guarani Juventude Londrina Oeste Paysandu Ponte Preta Sampaio Corrêa São Bento Vila NovaLocalização das equipes participantes da Série B de 2018. \| | \| Atlético-GO Avaí Boa Esporte Brasil de Pelotas Coritiba CRB CSA Criciúma Figueirense Fortaleza Goiás Guarani Juventude Londrina Oeste Paysandu Ponte Preta Sampaio Corrêa São Bento Vila NovaLocalização das equipes participantes da Série B de 2018. \| | \| Atlético-GO Avaí Boa Esporte Brasil de Pelotas Coritiba CRB CSA Criciúma Figueirense Fortaleza Goiás Guarani Juventude Londrina Oeste Paysandu Ponte Preta Sampaio Corrêa São Bento Vila NovaLocalização das equipes participantes da Série B de 2018. \| | Capacidade: 17 126 |
| | \| Atlético-GO Avaí Boa Esporte Brasil de Pelotas Coritiba CRB CSA Criciúma Figueirense Fortaleza Goiás Guarani Juventude Londrina Oeste Paysandu Ponte Preta Sampaio Corrêa São Bento Vila NovaLocalização das equipes participantes da Série B de 2018. \| | \| Atlético-GO Avaí Boa Esporte Brasil de Pelotas Coritiba CRB CSA Criciúma Figueirense Fortaleza Goiás Guarani Juventude Londrina Oeste Paysandu Ponte Preta Sampaio Corrêa São Bento Vila NovaLocalização das equipes participantes da Série B de 2018. \| | \| Atlético-GO Avaí Boa Esporte Brasil de Pelotas Coritiba CRB CSA Criciúma Figueirense Fortaleza Goiás Guarani Juventude Londrina Oeste Paysandu Ponte Preta Sampaio Corrêa São Bento Vila NovaLocalização das equipes participantes da Série B de 2018. \| | \| Atlético-GO Avaí Boa Esporte Brasil de Pelotas Coritiba CRB CSA Criciúma Figueirense Fortaleza Goiás Guarani Juventude Londrina Oeste Paysandu Ponte Preta Sampaio Corrêa São Bento Vila NovaLocalização das equipes participantes da Série B de 2018. \| |                    |
| Figueirense | \| Atlético-GO Avaí Boa Esporte Brasil de Pelotas Coritiba CRB CSA Criciúma Figueirense Fortaleza Goiás Guarani Juventude Londrina Oeste Paysandu Ponte Preta Sampaio Corrêa São Bento Vila NovaLocalização das equipes participantes da Série B de 2018. \| | \| Atlético-GO Avaí Boa Esporte Brasil de Pelotas Coritiba CRB CSA Criciúma Figueirense Fortaleza Goiás Guarani Juventude Londrina Oeste Paysandu Ponte Preta Sampaio Corrêa São Bento Vila NovaLocalização das equipes participantes da Série B de 2018. \| | \| Atlético-GO Avaí Boa Esporte Brasil de Pelotas Coritiba CRB CSA Criciúma Figueirense Fortaleza Goiás Guarani Juventude Londrina Oeste Paysandu Ponte Preta Sampaio Corrêa São Bento Vila NovaLocalização das equipes participantes da Série B de 2018. \| | \| Atlético-GO Avaí Boa Esporte Brasil de Pelotas Coritiba CRB CSA Criciúma Figueirense Fortaleza Goiás Guarani Juventude Londrina Oeste Paysandu Ponte Preta Sampaio Corrêa São Bento Vila NovaLocalização das equipes participantes da Série B de 2018. \| | Fortaleza          |
| Orlando Scarpelli | \| Atlético-GO Avaí Boa Esporte Brasil de Pelotas Coritiba CRB CSA Criciúma Figueirense Fortaleza Goiás Guarani Juventude Londrina Oeste Paysandu Ponte Preta Sampaio Corrêa São Bento Vila NovaLocalização das equipes participantes da Série B de 2018. \| | \| Atlético-GO Avaí Boa Esporte Brasil de Pelotas Coritiba CRB CSA Criciúma Figueirense Fortaleza Goiás Guarani Juventude Londrina Oeste Paysandu Ponte Preta Sampaio Corrêa São Bento Vila NovaLocalização das equipes participantes da Série B de 2018. \| | \| Atlético-GO Avaí Boa Esporte Brasil de Pelotas Coritiba CRB CSA Criciúma Figueirense Fortaleza Goiás Guarani Juventude Londrina Oeste Paysandu Ponte Preta Sampaio Corrêa São Bento Vila NovaLocalização das equipes participantes da Série B de 2018. \| | \| Atlético-GO Avaí Boa Esporte Brasil de Pelotas Coritiba CRB CSA Criciúma Figueirense Fortaleza Goiás Guarani Juventude Londrina Oeste Paysandu Ponte Preta Sampaio Corrêa São Bento Vila NovaLocalização das equipes participantes da Série B de 2018. \| | Arena Castelão     |
| Capacidade: 19 584 | \| Atlético-GO Avaí Boa Esporte Brasil de Pelotas Coritiba CRB CSA Criciúma Figueirense Fortaleza Goiás Guarani Juventude Londrina Oeste Paysandu Ponte Preta Sampaio Corrêa São Bento Vila NovaLocalização das equipes participantes da Série B de 2018. \| | \| Atlético-GO Avaí Boa Esporte Brasil de Pelotas Coritiba CRB CSA Criciúma Figueirense Fortaleza Goiás Guarani Juventude Londrina Oeste Paysandu Ponte Preta Sampaio Corrêa São Bento Vila NovaLocalização das equipes participantes da Série B de 2018. \| | \| Atlético-GO Avaí Boa Esporte Brasil de Pelotas Coritiba CRB CSA Criciúma Figueirense Fortaleza Goiás Guarani Juventude Londrina Oeste Paysandu Ponte Preta Sampaio Corrêa São Bento Vila NovaLocalização das equipes participantes da Série B de 2018. \| | \| Atlético-GO Avaí Boa Esporte Brasil de Pelotas Coritiba CRB CSA Criciúma Figueirense Fortaleza Goiás Guarani Juventude Londrina Oeste Paysandu Ponte Preta Sampaio Corrêa São Bento Vila NovaLocalização das equipes participantes da Série B de 2018. \| | Capacidade: 63 819 |
| | \| Atlético-GO Avaí Boa Esporte Brasil de Pelotas Coritiba CRB CSA Criciúma Figueirense Fortaleza Goiás Guarani Juventude Londrina Oeste Paysandu Ponte Preta Sampaio Corrêa São Bento Vila NovaLocalização das equipes participantes da Série B de 2018. \| | \| Atlético-GO Avaí Boa Esporte Brasil de Pelotas Coritiba CRB CSA Criciúma Figueirense Fortaleza Goiás Guarani Juventude Londrina Oeste Paysandu Ponte Preta Sampaio Corrêa São Bento Vila NovaLocalização das equipes participantes da Série B de 2018. \| | \| Atlético-GO Avaí Boa Esporte Brasil de Pelotas Coritiba CRB CSA Criciúma Figueirense Fortaleza Goiás Guarani Juventude Londrina Oeste Paysandu Ponte Preta Sampaio Corrêa São Bento Vila NovaLocalização das equipes participantes da Série B de 2018. \| | \| Atlético-GO Avaí Boa Esporte Brasil de Pelotas Coritiba CRB CSA Criciúma Figueirense Fortaleza Goiás Guarani Juventude Londrina Oeste Paysandu Ponte Preta Sampaio Corrêa São Bento Vila NovaLocalização das equipes participantes da Série B de 2018. \| |                    |
| Goiás | \| Atlético-GO Avaí Boa Esporte Brasil de Pelotas Coritiba CRB CSA Criciúma Figueirense Fortaleza Goiás Guarani Juventude Londrina Oeste Paysandu Ponte Preta Sampaio Corrêa São Bento Vila NovaLocalização das equipes participantes da Série B de 2018. \| | \| Atlético-GO Avaí Boa Esporte Brasil de Pelotas Coritiba CRB CSA Criciúma Figueirense Fortaleza Goiás Guarani Juventude Londrina Oeste Paysandu Ponte Preta Sampaio Corrêa São Bento Vila NovaLocalização das equipes participantes da Série B de 2018. \| | \| Atlético-GO Avaí Boa Esporte Brasil de Pelotas Coritiba CRB CSA Criciúma Figueirense Fortaleza Goiás Guarani Juventude Londrina Oeste Paysandu Ponte Preta Sampaio Corrêa São Bento Vila NovaLocalização das equipes participantes da Série B de 2018. \| | \| Atlético-GO Avaí Boa Esporte Brasil de Pelotas Coritiba CRB CSA Criciúma Figueirense Fortaleza Goiás Guarani Juventude Londrina Oeste Paysandu Ponte Preta Sampaio Corrêa São Bento Vila NovaLocalização das equipes participantes da Série B de 2018. \| | Guarani            |
| Serra Dourada | \| Atlético-GO Avaí Boa Esporte Brasil de Pelotas Coritiba CRB CSA Criciúma Figueirense Fortaleza Goiás Guarani Juventude Londrina Oeste Paysandu Ponte Preta Sampaio Corrêa São Bento Vila NovaLocalização das equipes participantes da Série B de 2018. \| | \| Atlético-GO Avaí Boa Esporte Brasil de Pelotas Coritiba CRB CSA Criciúma Figueirense Fortaleza Goiás Guarani Juventude Londrina Oeste Paysandu Ponte Preta Sampaio Corrêa São Bento Vila NovaLocalização das equipes participantes da Série B de 2018. \| | \| Atlético-GO Avaí Boa Esporte Brasil de Pelotas Coritiba CRB CSA Criciúma Figueirense Fortaleza Goiás Guarani Juventude Londrina Oeste Paysandu Ponte Preta Sampaio Corrêa São Bento Vila NovaLocalização das equipes participantes da Série B de 2018. \| | \| Atlético-GO Avaí Boa Esporte Brasil de Pelotas Coritiba CRB CSA Criciúma Figueirense Fortaleza Goiás Guarani Juventude Londrina Oeste Paysandu Ponte Preta Sampaio Corrêa São Bento Vila NovaLocalização das equipes participantes da Série B de 2018. \| | Brinco de Ouro     |
| Capacidade: 42 000 | \| Atlético-GO Avaí Boa Esporte Brasil de Pelotas Coritiba CRB CSA Criciúma Figueirense Fortaleza Goiás Guarani Juventude Londrina Oeste Paysandu Ponte Preta Sampaio Corrêa São Bento Vila NovaLocalização das equipes participantes da Série B de 2018. \| | \| Atlético-GO Avaí Boa Esporte Brasil de Pelotas Coritiba CRB CSA Criciúma Figueirense Fortaleza Goiás Guarani Juventude Londrina Oeste Paysandu Ponte Preta Sampaio Corrêa São Bento Vila NovaLocalização das equipes participantes da Série B de 2018. \| | \| Atlético-GO Avaí Boa Esporte Brasil de Pelotas Coritiba CRB CSA Criciúma Figueirense Fortaleza Goiás Guarani Juventude Londrina Oeste Paysandu Ponte Preta Sampaio Corrêa São Bento Vila NovaLocalização das equipes participantes da Série B de 2018. \| | \| Atlético-GO Avaí Boa Esporte Brasil de Pelotas Coritiba CRB CSA Criciúma Figueirense Fortaleza Goiás Guarani Juventude Londrina Oeste Paysandu Ponte Preta Sampaio Corrêa São Bento Vila NovaLocalização das equipes participantes da Série B de 2018. \| | Capacidade: 29 130 |
| | \| Atlético-GO Avaí Boa Esporte Brasil de Pelotas Coritiba CRB CSA Criciúma Figueirense Fortaleza Goiás Guarani Juventude Londrina Oeste Paysandu Ponte Preta Sampaio Corrêa São Bento Vila NovaLocalização das equipes participantes da Série B de 2018. \| | \| Atlético-GO Avaí Boa Esporte Brasil de Pelotas Coritiba CRB CSA Criciúma Figueirense Fortaleza Goiás Guarani Juventude Londrina Oeste Paysandu Ponte Preta Sampaio Corrêa São Bento Vila NovaLocalização das equipes participantes da Série B de 2018. \| | \| Atlético-GO Avaí Boa Esporte Brasil de Pelotas Coritiba CRB CSA Criciúma Figueirense Fortaleza Goiás Guarani Juventude Londrina Oeste Paysandu Ponte Preta Sampaio Corrêa São Bento Vila NovaLocalização das equipes participantes da Série B de 2018. \| | \| Atlético-GO Avaí Boa Esporte Brasil de Pelotas Coritiba CRB CSA Criciúma Figueirense Fortaleza Goiás Guarani Juventude Londrina Oeste Paysandu Ponte Preta Sampaio Corrêa São Bento Vila NovaLocalização das equipes participantes da Série B de 2018. \| |                    |
| Juventude | \| Atlético-GO Avaí Boa Esporte Brasil de Pelotas Coritiba CRB CSA Criciúma Figueirense Fortaleza Goiás Guarani Juventude Londrina Oeste Paysandu Ponte Preta Sampaio Corrêa São Bento Vila NovaLocalização das equipes participantes da Série B de 2018. \| | \| Atlético-GO Avaí Boa Esporte Brasil de Pelotas Coritiba CRB CSA Criciúma Figueirense Fortaleza Goiás Guarani Juventude Londrina Oeste Paysandu Ponte Preta Sampaio Corrêa São Bento Vila NovaLocalização das equipes participantes da Série B de 2018. \| | \| Atlético-GO Avaí Boa Esporte Brasil de Pelotas Coritiba CRB CSA Criciúma Figueirense Fortaleza Goiás Guarani Juventude Londrina Oeste Paysandu Ponte Preta Sampaio Corrêa São Bento Vila NovaLocalização das equipes participantes da Série B de 2018. \| | \| Atlético-GO Avaí Boa Esporte Brasil de Pelotas Coritiba CRB CSA Criciúma Figueirense Fortaleza Goiás Guarani Juventude Londrina Oeste Paysandu Ponte Preta Sampaio Corrêa São Bento Vila NovaLocalização das equipes participantes da Série B de 2018. \| | Londrina           |
| Alfredo Jaconi | \| Atlético-GO Avaí Boa Esporte Brasil de Pelotas Coritiba CRB CSA Criciúma Figueirense Fortaleza Goiás Guarani Juventude Londrina Oeste Paysandu Ponte Preta Sampaio Corrêa São Bento Vila NovaLocalização das equipes participantes da Série B de 2018. \| | \| Atlético-GO Avaí Boa Esporte Brasil de Pelotas Coritiba CRB CSA Criciúma Figueirense Fortaleza Goiás Guarani Juventude Londrina Oeste Paysandu Ponte Preta Sampaio Corrêa São Bento Vila NovaLocalização das equipes participantes da Série B de 2018. \| | \| Atlético-GO Avaí Boa Esporte Brasil de Pelotas Coritiba CRB CSA Criciúma Figueirense Fortaleza Goiás Guarani Juventude Londrina Oeste Paysandu Ponte Preta Sampaio Corrêa São Bento Vila NovaLocalização das equipes participantes da Série B de 2018. \| | \| Atlético-GO Avaí Boa Esporte Brasil de Pelotas Coritiba CRB CSA Criciúma Figueirense Fortaleza Goiás Guarani Juventude Londrina Oeste Paysandu Ponte Preta Sampaio Corrêa São Bento Vila NovaLocalização das equipes participantes da Série B de 2018. \| | Estádio do Café    |
| Capacidade: 19 924 | \| Atlético-GO Avaí Boa Esporte Brasil de Pelotas Coritiba CRB CSA Criciúma Figueirense Fortaleza Goiás Guarani Juventude Londrina Oeste Paysandu Ponte Preta Sampaio Corrêa São Bento Vila NovaLocalização das equipes participantes da Série B de 2018. \| | \| Atlético-GO Avaí Boa Esporte Brasil de Pelotas Coritiba CRB CSA Criciúma Figueirense Fortaleza Goiás Guarani Juventude Londrina Oeste Paysandu Ponte Preta Sampaio Corrêa São Bento Vila NovaLocalização das equipes participantes da Série B de 2018. \| | \| Atlético-GO Avaí Boa Esporte Brasil de Pelotas Coritiba CRB CSA Criciúma Figueirense Fortaleza Goiás Guarani Juventude Londrina Oeste Paysandu Ponte Preta Sampaio Corrêa São Bento Vila NovaLocalização das equipes participantes da Série B de 2018. \| | \| Atlético-GO Avaí Boa Esporte Brasil de Pelotas Coritiba CRB CSA Criciúma Figueirense Fortaleza Goiás Guarani Juventude Londrina Oeste Paysandu Ponte Preta Sampaio Corrêa São Bento Vila NovaLocalização das equipes participantes da Série B de 2018. \| | Capacidade: 31 000 |
| | \| Atlético-GO Avaí Boa Esporte Brasil de Pelotas Coritiba CRB CSA Criciúma Figueirense Fortaleza Goiás Guarani Juventude Londrina Oeste Paysandu Ponte Preta Sampaio Corrêa São Bento Vila NovaLocalização das equipes participantes da Série B de 2018. \| | \| Atlético-GO Avaí Boa Esporte Brasil de Pelotas Coritiba CRB CSA Criciúma Figueirense Fortaleza Goiás Guarani Juventude Londrina Oeste Paysandu Ponte Preta Sampaio Corrêa São Bento Vila NovaLocalização das equipes participantes da Série B de 2018. \| | \| Atlético-GO Avaí Boa Esporte Brasil de Pelotas Coritiba CRB CSA Criciúma Figueirense Fortaleza Goiás Guarani Juventude Londrina Oeste Paysandu Ponte Preta Sampaio Corrêa São Bento Vila NovaLocalização das equipes participantes da Série B de 2018. \| | \| Atlético-GO Avaí Boa Esporte Brasil de Pelotas Coritiba CRB CSA Criciúma Figueirense Fortaleza Goiás Guarani Juventude Londrina Oeste Paysandu Ponte Preta Sampaio Corrêa São Bento Vila NovaLocalização das equipes participantes da Série B de 2018. \| |                    |
| Oeste | Paysandu | Ponte Preta | Sampaio Corrêa | São Bento | Vila Nova          |
| Arena Barueri | Curuzu | Moisés Lucarelli | Castelão | Walter Ribeiro | Serra Dourada      |
| Capacidade: 31 452 | Capacidade: 16 200 | Capacidade: 17 728 | Capacidade: 40 149 | Capacidade: 13 772 | Capacidade: 42 000 |
| | | | | |                    |
| Atlético-GO Avaí Boa Esporte Brasil de Pelotas Coritiba CRB CSA Criciúma Figueirense Fortaleza Goiás Guarani Juventude Londrina Oeste Paysandu Ponte Preta Sampaio Corrêa São Bento Vila NovaLocalização das equipes participantes da Série B de 2018. | | | | |                    |

### Outros estádios
Além dos estádios de mando usual, outros estádios foram utilizados devido a punições de perda de mando de campo impostas pelo Superior Tribunal de Justiça Desportiva ou por conta de problemas de interdição dos estádios usuais ou simplesmente por opção dos clubes em mandar seus jogos em outros locais, geralmente buscando uma melhor renda.

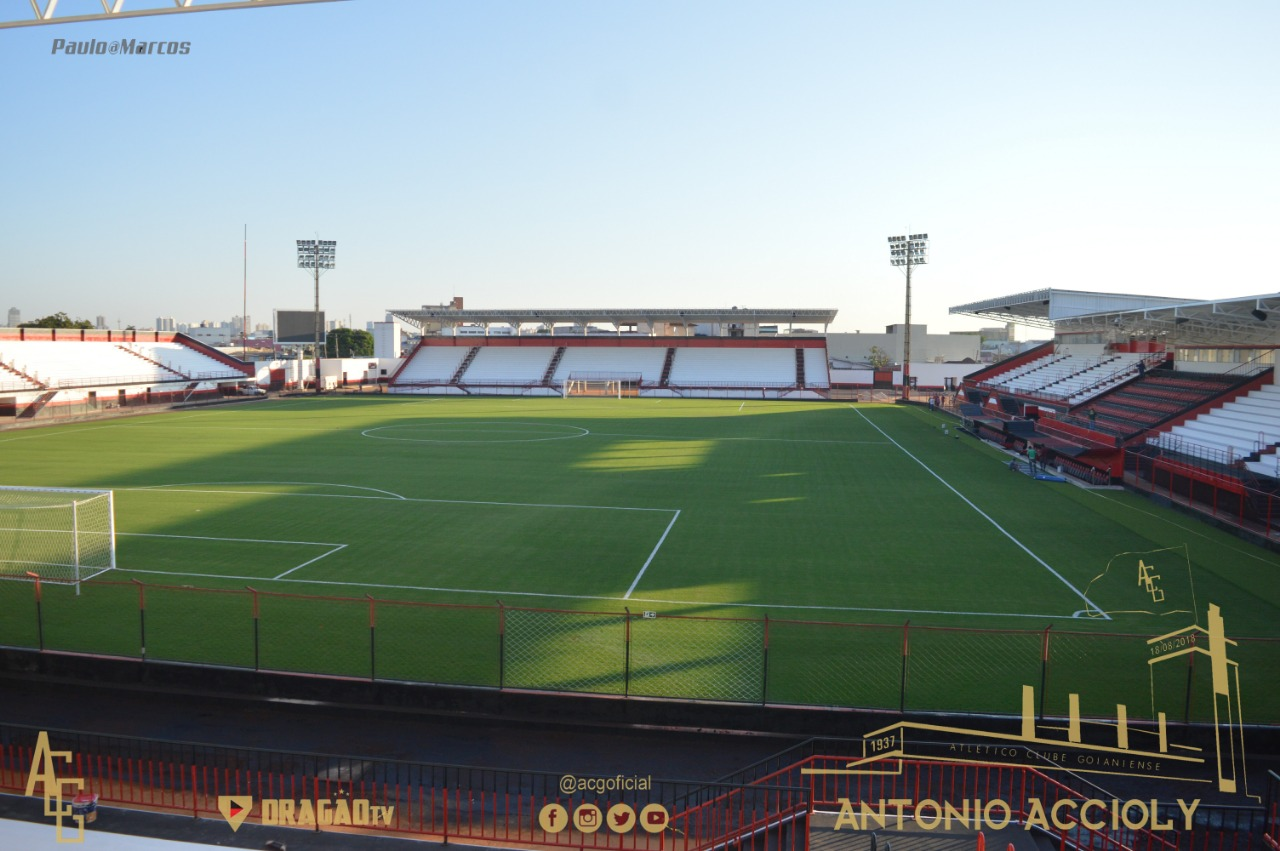
Antônio Accioly (Goiânia)
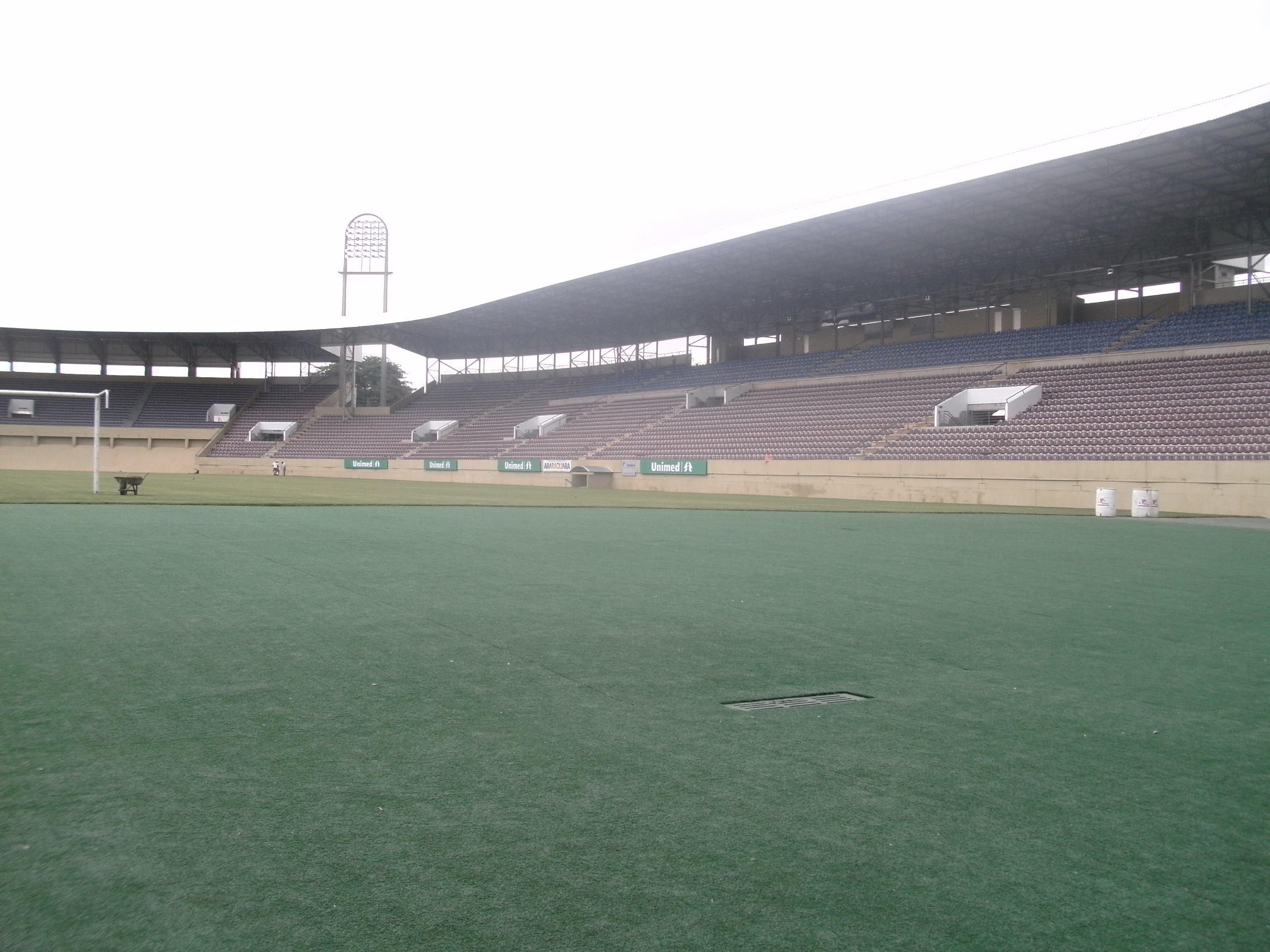
Fonte Luminosa (Araraquara)
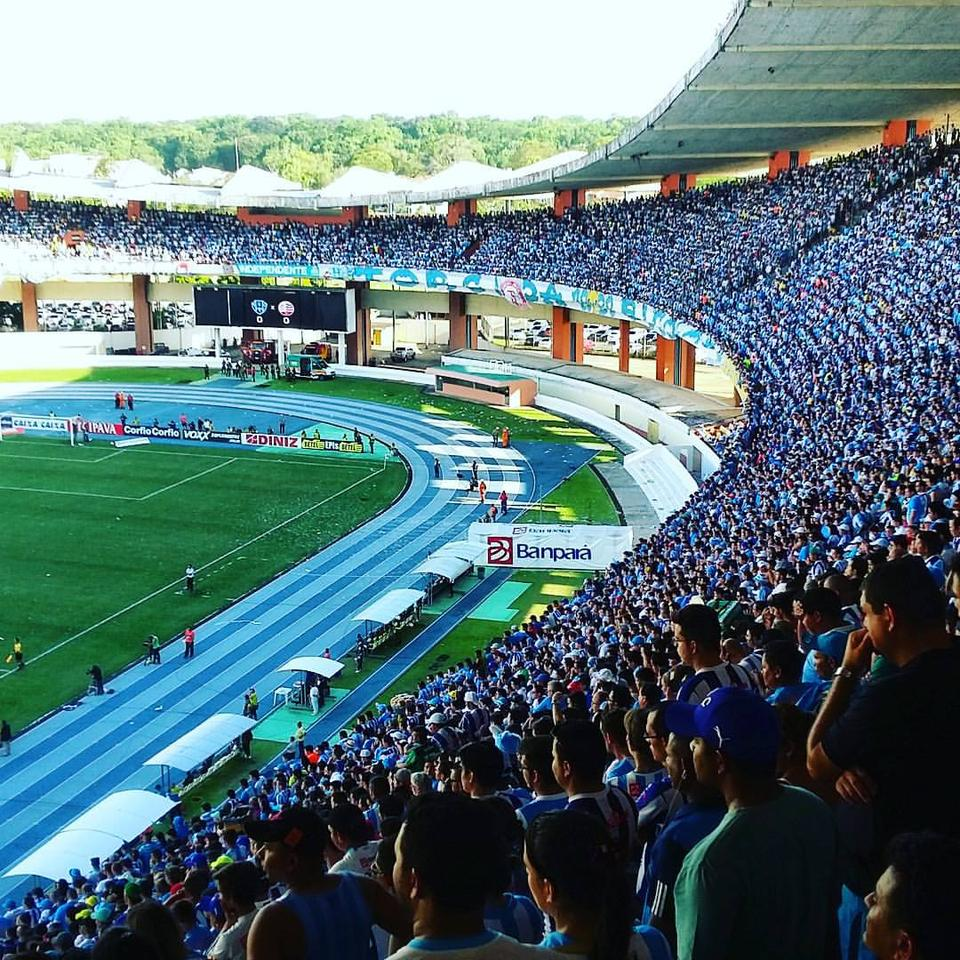
Mangueirão (Belém)
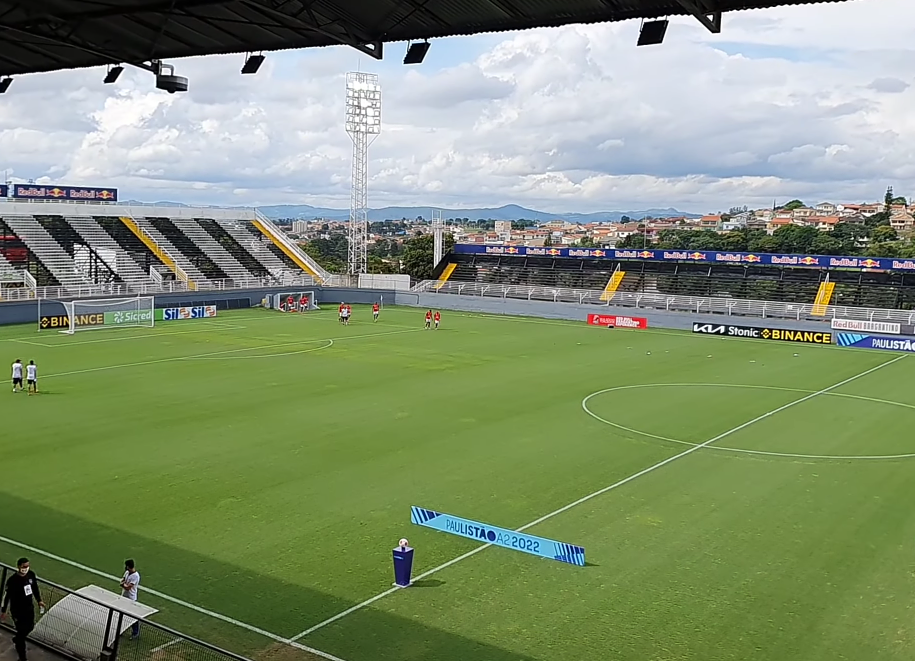
Nabi Abi Chedid (Bragança Paulista)

## Classificação
|  | v d e |

| Pos | Equipes             | Pts | J  | V  | E  | D  | GP | GC | SG  | %  | M       | Classificação ou rebaixamento |
| --- | ------------------- | --- | -- | -- | -- | -- | -- | -- | --- | -- | ------- | ----------------------------- |
| 1   | Fortaleza           | 71  | 38 | 21 | 8  | 9  | 54 | 33 | +21 | 62 | Estável | Promovidos à Série A de 2019  |
| 2   | CSA                 | 62  | 38 | 17 | 11 | 10 | 51 | 37 | +14 | 54 | 3       | Promovidos à Série A de 2019  |
| 3   | Avaí                | 61  | 38 | 16 | 13 | 9  | 50 | 32 | +18 | 53 | Estável | Promovidos à Série A de 2019  |
| 4   | Goiás               | 60  | 38 | 18 | 6  | 14 | 54 | 50 | +4  | 53 | 2       | Promovidos à Série A de 2019  |
| 5   | Ponte Preta         | 60  | 38 | 16 | 12 | 10 | 42 | 30 | +12 | 53 | 1       |                               |
| 6   | Atlético Goianiense | 59  | 38 | 16 | 11 | 11 | 57 | 51 | +6  | 52 | Estável |                               |
| 7   | Vila Nova           | 57  | 38 | 14 | 15 | 9  | 41 | 36 | +5  | 50 | Estável |                               |
| 8   | Londrina            | 55  | 38 | 15 | 10 | 13 | 45 | 42 | +3  | 48 | Estável |                               |
| 9   | Guarani             | 54  | 38 | 14 | 12 | 12 | 44 | 39 | +5  | 47 | Estável |                               |
| 10  | Coritiba            | 52  | 38 | 13 | 13 | 12 | 40 | 44 | –4  | 46 | Estável |                               |
| 11  | Brasil de Pelotas   | 50  | 38 | 13 | 11 | 14 | 36 | 35 | +1  | 44 | Estável |                               |
| 12  | CRB                 | 48  | 38 | 12 | 12 | 14 | 35 | 39 | –4  | 42 | 2       |                               |
| 13  | São Bento           | 47  | 38 | 11 | 14 | 13 | 41 | 41 | 0   | 41 | 1       |                               |
| 14  | Criciúma            | 47  | 38 | 11 | 14 | 13 | 45 | 49 | –4  | 41 | 2       |                               |
| 15  | Figueirense         | 46  | 38 | 11 | 13 | 14 | 48 | 51 | –3  | 40 | 2       |                               |
| 16  | Oeste               | 46  | 38 | 9  | 19 | 10 | 36 | 40 | –4  | 40 | 1       |                               |
| 17  | Paysandu            | 43  | 38 | 10 | 13 | 15 | 42 | 53 | –11 | 38 | Estável | Rebaixados à Série C de 2019  |
| 18  | Sampaio Corrêa      | 38  | 38 | 10 | 8  | 20 | 32 | 47 | –15 | 33 | Estável | Rebaixados à Série C de 2019  |
| 19  | Juventude           | 35  | 38 | 7  | 14 | 17 | 27 | 48 | –21 | 31 | Estável | Rebaixados à Série C de 2019  |
| 20  | Boa Esporte         | 30  | 38 | 7  | 9  | 22 | 26 | 49 | –23 | 26 | Estável | Rebaixados à Série C de 2019  |

## Confrontos
|                   | ATG | AVA | BOA | BPE | CTB | CRB | CRI | CSA | FIG | FOR | GOI | GUA | JUV | LON | OES | PAY | PON | SAM | SBN | VIL |
| ----------------- | --- | --- | --- | --- | --- | --- | --- | --- | --- | --- | --- | --- | --- | --- | --- | --- | --- | --- | --- | --- |
| Atlético-GO       | —   | 2–2 | 2–0 | 2–1 | 1–0 | 1–0 | 3–2 | 2–2 | 3–4 | 1–2 | 1–3 | 3–2 | 0–1 | 0–0 | 2–2 | 1–0 | 2–0 | 1–2 | 1–0 | 2–2 |
| Avaí              | 0–0 | —   | 2–0 | 2–2 | 2–0 | 1–0 | 0–1 | 0–0 | 0–1 | 0–1 | 0–1 | 3–3 | 1–0 | 1–1 | 1–1 | 3–1 | 0–0 | 3–1 | 1–1 | 1–0 |
| Boa Esporte       | 0–2 | 0–2 | —   | 0–1 | 1–1 | 0–1 | 1–2 | 3–0 | 0–2 | 0–2 | 1–0 | 2–1 | 1–2 | 1–0 | 0–0 | 1–1 | 2–1 | 3–1 | 2–2 | 0–2 |
| Brasil de Pelotas | 1–2 | 1–1 | 2–0 | —   | 0–1 | 1–0 | 1–0 | 0–2 | 1–0 | 0–1 | 1–0 | 1–1 | 1–1 | 3–0 | 1–3 | 0–0 | 0–2 | 1–2 | 1–1 | 5–0 |
| Coritiba          | 1–0 | 1–0 | 2–1 | 1–0 | —   | 1–0 | 2–1 | 1–1 | 1–1 | 1–0 | 1–0 | 0–2 | 2–1 | 0–1 | 0–2 | 2–0 | 0–0 | 0–0 | 2–2 | 2–0 |
| CRB               | 3–1 | 0–4 | 2–1 | 1–1 | 1–1 | —   | 0–0 | 0–0 | 2–1 | 2–1 | 2–0 | 1–1 | 2–0 | 1–1 | 0–1 | 1–1 | 2–0 | 2–1 | 1–0 | 0–1 |
| Criciúma          | 1–1 | 3–2 | 1–1 | 0–1 | 2–2 | 3–3 | —   | 1–3 | 1–1 | 2–0 | 2–2 | 0–0 | 0–0 | 2–1 | 0–0 | 4–1 | 0–1 | 2–0 | 1–0 | 1–0 |
| CSA               | 0–0 | 0–1 | 1–0 | 2–0 | 2–2 | 0–0 | 3–0 | —   | 1–4 | 0–0 | 2–1 | 1–2 | 1–0 | 4–1 | 5–1 | 1–0 | 1–2 | 1–0 | 1–0 | 1–2 |
| Figueirense       | 2–2 | 0–1 | 2–0 | 1–1 | 2–2 | 0–0 | 3–2 | 1–2 | —   | 1–3 | 1–2 | 0–0 | 2–1 | 1–1 | 1–2 | 2–3 | 0–2 | 1–0 | 2–2 | 2–1 |
| Fortaleza         | 0–1 | 1–1 | 2–1 | 2–0 | 2–1 | 3–1 | 2–0 | 1–1 | 2–2 | —   | 3–0 | 2–1 | 4–1 | 2–1 | 1–2 | 1–0 | 1–1 | 1–0 | 2–1 | 2–0 |
| Goiás             | 2–1 | 0–3 | 1–2 | 0–1 | 0–1 | 2–1 | 2–1 | 3–0 | 0–2 | 3–1 | —   | 1–1 | 1–1 | 0–0 | 1–0 | 2–1 | 2–2 | 1–0 | 2–1 | 1–3 |
| Guarani           | 2–0 | 1–2 | 1–1 | 2–1 | 2–1 | 2–0 | 1–0 | 1–0 | 2–3 | 2–3 | 0–2 | —   | 1–0 | 1–0 | 1–1 | 0–2 | 2–3 | 2–0 | 0–0 | 1–1 |
| Juventude         | 2–2 | 1–3 | 0–0 | 0–1 | 1–1 | 1–0 | 0–1 | 0–4 | 0–0 | 0–3 | 3–5 | 1–0 | —   | 0–0 | 1–1 | 1–1 | 0–1 | 1–0 | 0–2 | 0–1 |
| Londrina          | 4–1 | 1–2 | 1–0 | 1–0 | 3–2 | 1–2 | 4–2 | 1–2 | 2–0 | 1–1 | 1–3 | 1–2 | 0–1 | —   | 3–0 | 2–1 | 1–0 | 1–1 | 2–1 | 3–2 |
| Oeste             | 1–2 | 1–0 | 1–1 | 0–0 | 1–1 | 2–0 | 2–2 | 2–1 | 0–0 | 0–0 | 1–3 | 0–1 | 0–0 | 0–0 | —   | 2–2 | 0–0 | 0–0 | 0–1 | 2–0 |
| Paysandu          | 2–5 | 2–1 | 2–0 | 2–1 | 1–1 | 1–1 | 1–1 | 0–0 | 2–0 | 0–1 | 2–3 | 1–0 | 3–3 | 1–0 | 4–3 | —   | 0–4 | 0–1 | 1–1 | 1–2 |
| Ponte Preta       | 1–3 | 2–2 | 1–0 | 0–1 | 2–0 | 1–0 | 3–1 | 1–1 | 2–1 | 2–0 | 2–1 | 0–0 | 0–1 | 0–1 | 1–1 | 0–1 | —   | 0–0 | 2–1 | 1–1 |
| Sampaio Corrêa    | 2–3 | 1–1 | 1–0 | 1–2 | 2–0 | 2–3 | 0–1 | 2–3 | 1–0 | 1–0 | 1–3 | 0–2 | 0–0 | 1–2 | 2–0 | 1–1 | 1–0 | —   | 2–1 | 0–0 |
| São Bento         | 2–1 | 0–1 | 0–0 | 1–1 | 5–2 | 1–0 | 0–0 | 2–1 | 1–1 | 2–1 | 1–1 | 1–0 | 2–2 | 0–1 | 1–0 | 1–0 | 0–2 | 2–1 | —   | 2–2 |
| Vila Nova         | 0–0 | 1–0 | 2–0 | 0–0 | 2–1 | 0–0 | 2–2 | 0–1 | 3–1 | 0–0 | 3–0 | 1–1 | 1–0 | 1–1 | 1–1 | 0–0 | 0–0 | 3–1 | 1–0 | —   |

| Vitória do mandante Vitória do visitante Empate | Em negrito os jogos "clássicos". |

## Desempenho por rodada
Clubes que lideraram o campeonato ao final de cada rodada:
| Rodadas | Rodadas | Rodadas | Rodadas | Rodadas | Rodadas | Rodadas | Rodadas | Rodadas | Rodadas | Rodadas | Rodadas | Rodadas | Rodadas | Rodadas | Rodadas | Rodadas | Rodadas | Rodadas | Rodadas | Rodadas | Rodadas | Rodadas | Rodadas | Rodadas | Rodadas | Rodadas | Rodadas | Rodadas | Rodadas | Rodadas | Rodadas | Rodadas | Rodadas | Rodadas | Rodadas | Rodadas | Rodadas |
| ------- | ------- | ------- | ------- | ------- | ------- | ------- | ------- | ------- | ------- | ------- | ------- | ------- | ------- | ------- | ------- | ------- | ------- | ------- | ------- | ------- | ------- | ------- | ------- | ------- | ------- | ------- | ------- | ------- | ------- | ------- | ------- | ------- | ------- | ------- | ------- | ------- | ------- |
| 1       | 2       | 3       | 4       | 5       | 6       | 7       | 8       | 9       | 10      | 11      | 12      | 13      | 14      | 15      | 16      | 17      | 18      | 19      | 20      | 21      | 22      | 23      | 24      | 25      | 26      | 27      | 28      | 29      | 30      | 31      | 32      | 33      | 34      | 35      | 36      | 37      | 38      |
| OES     | FOR     | FOR     | VIL     | FOR     | FOR     | FOR     | FOR     | FOR     | FOR     | FOR     | FOR     | FOR     | FOR     | FOR     | FOR     | FOR     | FOR     | FOR     | FOR     | FOR     | FOR     | FOR     | FOR     | FOR     | FOR     | FOR     | FOR     | FOR     | FOR     | FOR     | FOR     | FOR     | FOR     | FOR     | FOR     | FOR     | FOR     |

Clubes que ficaram na última posição do campeonato ao final de cada rodada:
| Rodadas | Rodadas | Rodadas | Rodadas | Rodadas | Rodadas | Rodadas | Rodadas | Rodadas | Rodadas | Rodadas | Rodadas | Rodadas | Rodadas | Rodadas | Rodadas | Rodadas | Rodadas | Rodadas | Rodadas | Rodadas | Rodadas | Rodadas | Rodadas | Rodadas | Rodadas | Rodadas | Rodadas | Rodadas | Rodadas | Rodadas | Rodadas | Rodadas | Rodadas | Rodadas | Rodadas | Rodadas | Rodadas |
| ------- | ------- | ------- | ------- | ------- | ------- | ------- | ------- | ------- | ------- | ------- | ------- | ------- | ------- | ------- | ------- | ------- | ------- | ------- | ------- | ------- | ------- | ------- | ------- | ------- | ------- | ------- | ------- | ------- | ------- | ------- | ------- | ------- | ------- | ------- | ------- | ------- | ------- |
| 1       | 2       | 3       | 4       | 5       | 6       | 7       | 8       | 9       | 10      | 11      | 12      | 13      | 14      | 15      | 16      | 17      | 18      | 19      | 20      | 21      | 22      | 23      | 24      | 25      | 26      | 27      | 28      | 29      | 30      | 31      | 32      | 33      | 34      | 35      | 36      | 37      | 38      |
| CTB     | BOA     | BOA     | BOA     | BOA     | BOA     | CRI     | BOA     | BOA     | BOA     | BOA     | BOA     | BOA     | BOA     | BOA     | BOA     | BOA     | BOA     | BOA     | BOA     | BOA     | BOA     | BOA     | BOA     | BOA     | SAM     | BOA     | SAM     | BOA     | BOA     | BOA     | BOA     | BOA     | BOA     | BOA     | BOA     | BOA     | BOA     |

## Estatísticas
| Gols | Jogador          | Time        |
| ---- | ---------------- | ----------- |
| 17   | Dagoberto        | Londrina    |
| 16   | Lucão do Break   | Goiás       |
| 14   | Gustavo          | Fortaleza   |
| 12   | Renato           | Avaí        |
| 11   | Alan Mineiro     | Vila Nova   |
| 11   | André Luís       | Ponte Preta |
| 11   | Willians Santana | CRB         |
| 10   | Elton            | Figueirense |
| 10   | Rafael Longuine  | Guarani     |

| Total[carece de fontes?] | Jogador         | Time                |
| ------------------------ | --------------- | ------------------- |
| 9                        | Giovanni        | Goiás               |
| 9                        | Júlio César     | Atlético Goianiense |
| 8                        | Danilo Barcelos | Ponte Preta         |
| 8                        | Élvis           | Criciúma            |
| 8                        | Michael         | Goiás               |
| 8                        | Renato          | Avaí                |
| 7                        | Mateus Anderson | Vila Nova           |
| 7                        | Renan Mota      | Figueirense         |
| 6                        | Igor Vinícius   | Ponte Preta         |

### Hat-tricks
| Jogador          | Clube    | Adversário          | Placar | Data           | Ref.   |
| ---------------- | -------- | ------------------- | ------ | -------------- | ------ |
| Willians Santana | CRB      | Atlético Goianiense | 3–1    | 4 de maio      | [ 25 ] |
| Dagoberto        | Londrina | Atlético Goianiense | 4–1    | 31 de agosto   | [ 26 ] |
| Neto Berola      | CSA      | Juventude           | 4–0    | 24 de novembro | [ 27 ] |

### Maiores públicos
Estes são os dez maiores públicos do Campeonato:
| Nº | Público | Mandante  | Placar | Visitante         | Estádio        | Data           | Rodada | Ref.   |
| -- | ------- | --------- | ------ | ----------------- | -------------- | -------------- | ------ | ------ |
| 1  | 57 223  | Fortaleza | 1–0    | Paysandu          | Arena Castelão | 20 de outubro  | 32ª    | [ 28 ] |
| 1  | 57 223  | Fortaleza | 4–1    | Juventude         | Arena Castelão | 15 de novembro | 37ª    | [ 29 ] |
| 3  | 50 165  | Fortaleza | 1–1    | Ponte Preta       | Arena Castelão | 26 de outubro  | 33ª    | [ 30 ] |
| 4  | 46 630  | Fortaleza | 1–1    | CSA               | Arena Castelão | 6 de novembro  | 35ª    | [ 31 ] |
| 5  | 39 463  | Fortaleza | 1–0    | Sampaio Corrêa    | Arena Castelão | 2 de junho     | 8ª     | [ 32 ] |
| 6  | 35 848  | Fortaleza | 2–1    | Coritiba          | Arena Castelão | 4 de agosto    | 19ª    | [ 33 ] |
| 7  | 31 582  | Fortaleza | 3–0    | Goiás             | Arena Castelão | 12 de maio     | 5ª     | [ 34 ] |
| 8  | 30 305  | Goiás     | 0–1    | Brasil de Pelotas | Serra Dourada  | 24 de novembro | 38ª    | [ 35 ] |
| 9  | 29 151  | Fortaleza | 2–1    | Boa Esporte       | Arena Castelão | 18 de agosto   | 21ª    | [ 36 ] |
| 10 | 27 554  | Fortaleza | 2–0    | Vila Nova         | Arena Castelão | 21 de setembro | 28ª    | [ 37 ] |

### Menores públicos
Estes são os dez menores públicos do Campeonato:
| Nº | Público | Mandante    | Placar | Visitante         | Estádio | Data           | Rodada | Ref.   |
| -- | ------- | ----------- | ------ | ----------------- | ------- | -------------- | ------ | ------ |
| 1  | 27      | Boa Esporte | 0–0    | Oeste             | Melão   | 24 de novembro | 38ª    | [ 38 ] |
| 2  | 42      | Boa Esporte | 0–1    | Brasil de Pelotas | Melão   | 9 de novembro  | 36ª    | [ 39 ] |
| 3  | 63      | Boa Esporte | 3–1    | Sampaio Corrêa    | Melão   | 28 de julho    | 18ª    | [ 40 ] |
| 4  | 86      | Boa Esporte | 2–2    | São Bento         | Melão   | 5 de junho     | 9ª     | [ 41 ] |
| 5  | 93      | Boa Esporte | 0–1    | CRB               | Melão   | 13 de julho    | 15ª    | [ 42 ] |
| 6  | 106     | Boa Esporte | 0–2    | Avaí              | Melão   | 15 de junho    | 11ª    | [ 43 ] |
| 7  | 129     | Boa Esporte | 1–0    | Londrina          | Melão   | 10 de agosto   | 20ª    | [ 44 ] |
| 8  | 161     | Boa Esporte | 3–0    | CSA               | Melão   | 1 de setembro  | 24ª    | [ 45 ] |
| 9  | 169     | Boa Esporte | 0–2    | Vila Nova         | Melão   | 23 de junho    | 12ª    | [ 46 ] |
| 10 | 200     | Boa Esporte | 1–1    | Coritiba          | Melão   | 19 de maio     | 6ª     | [ 47 ] |

## Médias de público
Estas são as médias de público dos clubes no Campeonato. Considera-se apenas os jogos da equipe como mandante e o público pagante:
| Pos. | Time                | Média  | Total   | Mandos[PF] | Maior  | Menor  |
| ---- | ------------------- | ------ | ------- | ---------- | ------ | ------ |
| 1    | Fortaleza           | 28 702 | 545 340 | 19         | 57 223 | 11 839 |
| 2    | CSA                 | 9 424  | 179 048 | 19         | 15 817 | 5 048  |
| 3    | Goiás               | 8 086  | 145 550 | 18         | 30 305 | 1 639  |
| 4    | Vila Nova           | 6 793  | 129 061 | 19         | 18 467 | 1 078  |
| 5    | Avaí                | 5 880  | 111 713 | 19         | 16 232 | 2 121  |
| 6    | Paysandu            | 4 997  | 94 937  | 19         | 13 230 | 2 348  |
| 7    | Coritiba            | 4 842  | 92 003  | 19         | 9 223  | 1 129  |
| 8    | Ponte Preta         | 4 488  | 58 342  | 13         | 13 863 | 677    |
| 9    | CRB                 | 3 853  | 73 204  | 19         | 8 181  | 2 154  |
| 10   | Guarani             | 3 677  | 69 864  | 19         | 15 899 | 1 068  |
| 11   | Figueirense         | 3 355  | 63 738  | 19         | 13 031 | 1 281  |
| 12   | Criciúma            | 3 084  | 58 593  | 19         | 8 271  | 1 946  |
| 13   | Londrina            | 2 980  | 56 626  | 19         | 20 070 | 398    |
| 14   | Brasil de Pelotas   | 2 862  | 54 374  | 19         | 4 816  | 1 076  |
| 15   | Sampaio Corrêa      | 2 782  | 50 079  | 18         | 5 056  | 316    |
| 16   | Juventude           | 2 530  | 48 074  | 19         | 5 661  | 717    |
| 17   | Atlético Goianiense | 2 490  | 47 306  | 19         | 7 979  | 667    |
| 18   | São Bento           | 2 192  | 41 646  | 19         | 4 130  | 1 055  |
| 19   | Oeste               | 930    | 17 677  | 19         | 2 425  | 346    |
| 20   | Boa Esporte         | 215    | 4 093   | 19         | 580    | 27     |

- PF. ^ Jogos com portões fechados não são considerados.

## Mudança de técnicos
| Clube             | Antecessor           | Motivo                    | Data           | Última partida                       | Rod | Pos | Sucessor                 | Ref.            |
| ----------------- | -------------------- | ------------------------- | -------------- | ------------------------------------ | --- | --- | ------------------------ | --------------- |
| CRB               | Mazola Júnior        | Resignado                 | 13 de abril    | Oeste 2–0 CRB                        | 1ª  | 19º | Júnior Rocha             | [ 49 ] [ 50 ]   |
| Coritiba          | Sandro Forner        | Demitido                  | 15 de abril    | Sampaio Corrêa 2–0 Coritiba          | 1ª  | 20º | Eduardo Baptista         | [ 52 ] [ 53 ]   |
| Avaí              | Claudinei Oliveira   | Demitido                  | 19 de abril    | Goiás 2–0 Avaí                       | 1ª  | 17º | Geninho                  | [ 54 ] [ 55 ]   |
| Boa Esporte       | Sidney Moraes        | Resignado                 | 4 de maio      | Boa Esporte 1–2 Juventude            | 4ª  | 20º | Daniel Paulista          | [ 56 ] [ 57 ]   |
| Goiás             | Hélio dos Anjos      | Demitido                  | 6 de maio      | Goiás 1–3 Vila Nova                  | 4ª  | 18º | Ney Franco               | [ 58 ] [ 59 ]   |
| Sampaio Corrêa    | Francisco Diá        | Demitido                  | 8 de maio      | Sampaio Corrêa 2–3 CRB               | 5ª  | 16º | Roberto Fonseca          | [ 60 ] [ 61 ]   |
| Criciúma          | Argel Fucks          | Demitido                  | 9 de maio      | Guarani 1–0 Criciúma                 | 5ª  | 19º | Mazola Júnior            | [ 62 ] [ 63 ]   |
| Ponte Preta       | Doriva               | Demitido                  | 29 de maio     | Sampaio Corrêa 1–0 Ponte Preta       | 7ª  | 15º | Marcelo Chamusca         | [ 65 ] [ 66 ]   |
| Brasil de Pelotas | Clemer               | Demitido                  | 17 de junho    | Fortaleza 2–0 Brasil de Pelotas      | 11ª | 18º | Gilmar Dal Pozzo         | [ 68 ] [ 69 ]   |
| Boa Esporte       | Daniel Paulista      | Resignado                 | 24 de junho    | Boa Esporte 0–2 Vila Nova            | 12ª | 20º | Ney da Matta             | [ 70 ] [ 71 ]   |
| São Bento         | Paulo Roberto Santos | Demitido                  | 25 de junho    | São Bento 0–1 Londrina               | 12ª | 8º  | Marquinhos Santos        | [ 73 ] [ 74 ]   |
| CRB               | Júnior Rocha         | Demitido                  | 27 de junho    | Goiás 2–1 CRB                        | 13ª | 18º | Doriva                   | [ 75 ] [ 76 ]   |
| Londrina          | Marquinhos Santos    | Contratado pelo São Bento | 28 de junho    | São Bento 0–1 Londrina               | 13ª | 15º | Sérgio Soares            | [ 74 ]          |
| Paysandu          | Dado Cavalcanti      | Demitido                  | 12 de julho    | Paysandu 1–2 Vila Nova               | 15ª | 12º | Guilherme Alves          | [ 77 ] [ 78 ]   |
| Sampaio Corrêa    | Roberto Fonseca      | Demitido                  | 26 de julho    | São Bento 2–1 Sampaio Corrêa         | 17ª | 19º | Paulo Roberto Santos     | [ 80 ]          |
| Londrina          | Sérgio Soares        | Demitido                  | 4 de agosto    | Londrina 1–2 Guarani                 | 19ª | 15º | Roberto Fonseca          | [ 81 ] [ 82 ]   |
| Coritiba          | Eduardo Baptista     | Demitido                  | 10 de agosto   | Coritiba 0–0 Sampaio Corrêa          | 20ª | 10º | Tcheco                   | [ 83 ] [ 84 ]   |
| Paysandu          | Guilherme Alves      | Demitido                  | 25 de agosto   | Paysandu 0–1 Sampaio Corrêa          | 23ª | 16º | João Brigatti            | [ 86 ] [ 87 ]   |
| Juventude         | Julinho Camargo      | Demitido                  | 26 de agosto   | Juventude 0–0 Boa Esporte            | 23ª | 13º | Luiz Carlos Winck        | [ 88 ] [ 89 ]   |
| Brasil de Pelotas | Gilmar Dal Pozzo     | Demitido                  | 29 de agosto   | Brasil de Pelotas 0–1 Coritiba       | 24ª | 18º | Rogério Zimmermann       | [ 90 ]          |
| Sampaio Corrêa    | Paulo Roberto Santos | Resignado                 | 5 de setembro  | Sampaio Corrêa 1–2 Brasil de Pelotas | 25ª | 19º | Marcinho Guerreiro       | [ 91 ] [ 92 ]   |
| Figueirense       | Milton Cruz          | Demitido                  | 10 de setembro | Figueirense 1–2 CSA                  | 26ª | 8º  | Rogério Micale           | [ 93 ] [ 94 ]   |
| CRB               | Doriva               | Demitido                  | 16 de setembro | Brasil de Pelotas 1–0 CRB            | 27ª | 17º | Roberto Fernandes        | [ 95 ] [ 96 ]   |
| Coritiba          | Tcheco               | Remanejado                | 16 de setembro | Coritiba 0–1 Londrina                | 27ª | 11º | Argel Fucks              | [ 97 ]          |
| Ponte Preta       | Marcelo Chamusca     | Demitido                  | 26 de setembro | Ponte Preta 0–1 Brasil de Pelotas    | 29ª | 11º | Gilson Kleina            | [ 98 ] [ 99 ]   |
| Boa Esporte       | Ney da Matta         | Resignado                 | 8 de outubro   | Avaí 2–0 Boa Esporte                 | 30ª | 20º | Tuca Guimarães           | [ 100 ] [ 101 ] |
| Atlético-GO       | Claudio Tencati      | Demitido                  | 13 de outubro  | Atlético-GO 1–2 Sampaio Corrêa       | 31ª | 7º  | Wagner Lopes             | [ 102 ] [ 103 ] |
| Guarani           | Umberto Louzer       | Demitido                  | 13 de novembro | Guarani 0–2 Paysandu                 | 36ª | 9º  | Marco Antônio (interino) | [ 104 ] [ 105 ] |

## Premiação
| Campeonato Brasileiro 2018 Série B          |
| Ceará                                       |
| ------------------------------------------- |
| Fortaleza Esporte Clube Campeão (1º título) |